# 札幌刑務所

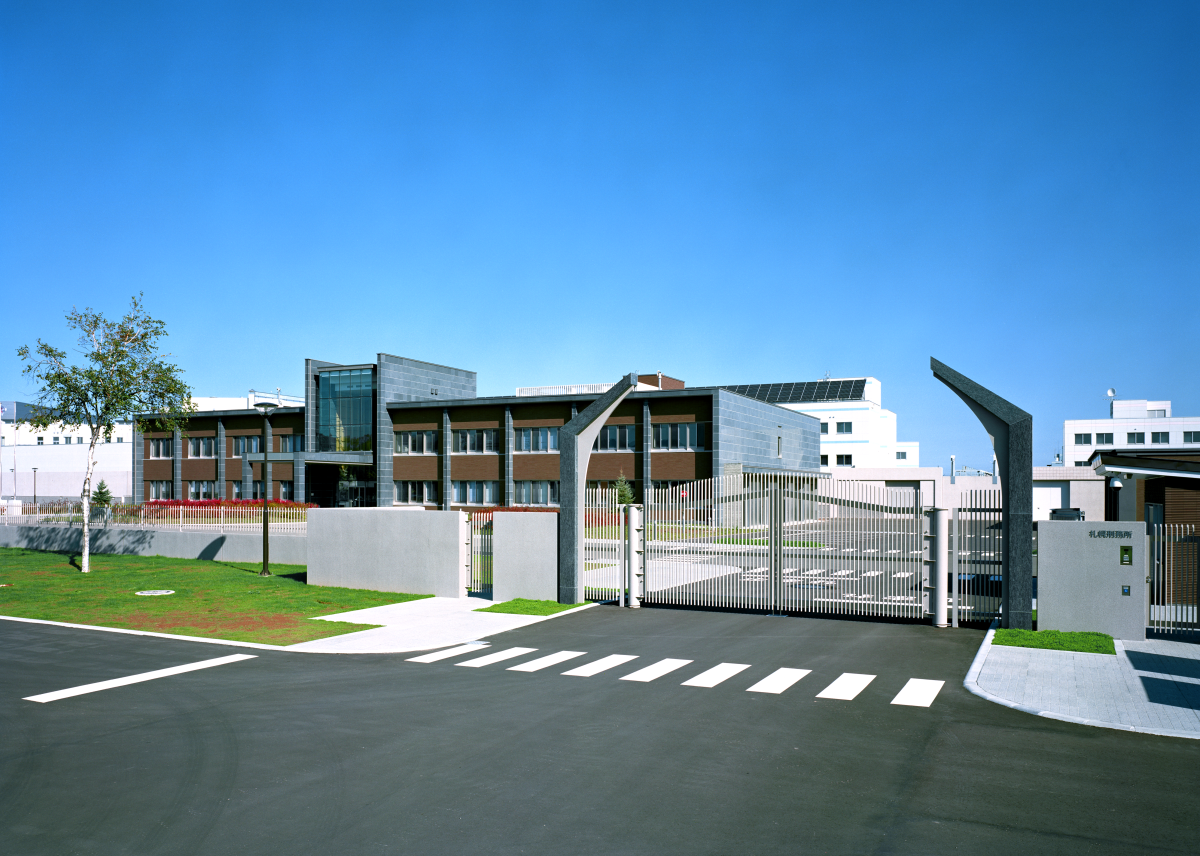
正門

隣接する札幌拘置支所

札幌刑務所（さっぽろけいむしょ）は、法務省矯正局の札幌矯正管区に属する刑務所である。下部機関に札幌刑務支所・札幌拘置支所・小樽拘置支所がある（なお、小樽拘置支所は業務停止中で、室蘭拘置支所は2024年4月に廃止）。

## 所在地

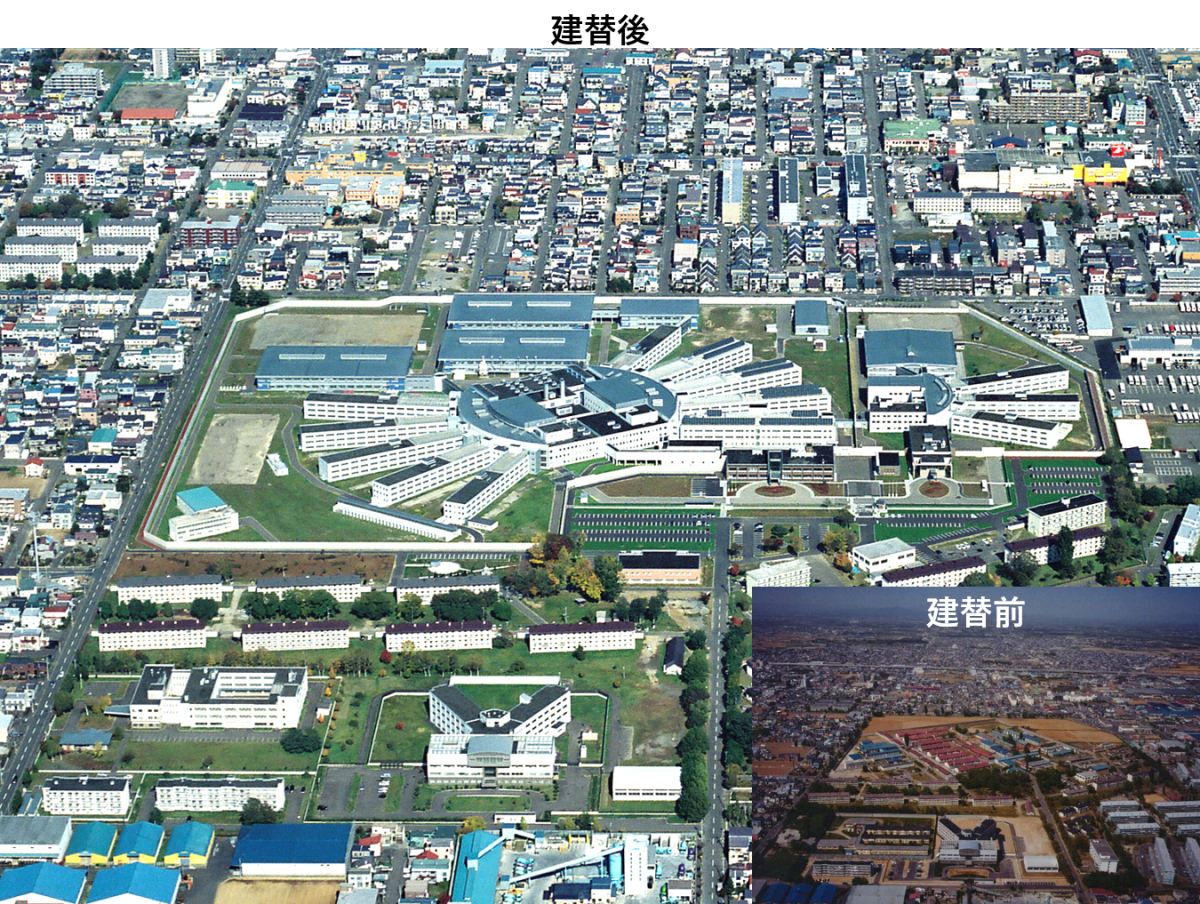
航空写真（左が現在の建替後、右下は建替前）

- 〒007-8601 北海道札幌市東区東苗穂2条1丁目5-1 
  - JR北海道 札幌駅から車で約20分、または、中央バス東63番乗車後「本町2条8丁目」バス停下車で徒歩約5分
  - 地下鉄 東豊線 環状通東駅下車で、中央バス東60番または東62番乗車「本町2条8丁目」下車で徒歩約5分

## 歴史
- 1941年（昭和16年）6月 - 札幌刑務所角山泊込場（後の角山農場）が設けられる[2]。
- 1947年（昭和22年）4月 - 札幌刑務所旭川刑務支所を本所に昇格。名寄刑務支所を旭川刑務所支所とした。また、苗穂刑務支所を廃止し、女子収容者のための札幌刑務所女区とした[3]。
- 1967年（昭和42年）2月 - 新庁舎落成[4]。

## 収容分類級
詳しくは収容分類級を参照のこと。
- YB級（若年再犯者）・B級（再犯者）・M級（精神障害者）・P級（身体障害者）
- 札幌刑務支所はW級（女子）

## 収容定員
- 1,015人

## 組織
所長の下に4部1室を持つ5部制である。
- 総務部（庶務課、会計課、用度課）
- 処遇部（処遇担当、作業担当）
- 教育部
- 医務部（保健課、医務課）
- 分類審議室

## 外観・設備

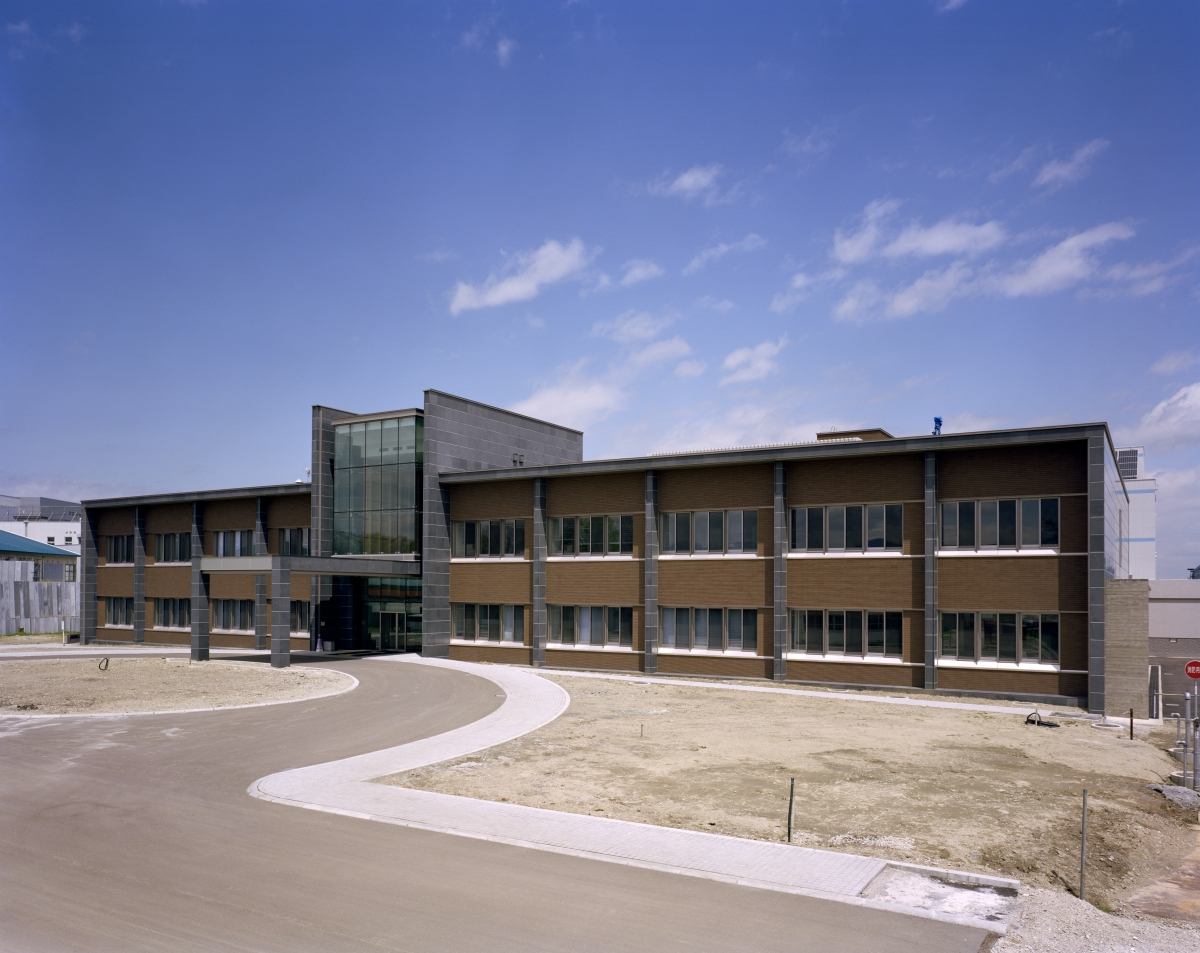
庁舎外観

- 日本において刑場は通常、刑務所内ではなく死刑囚が収監される拘置所に設置されているが、札幌高裁管内で死刑が確定した死刑囚（死刑確定者）は本施設に隣接する札幌拘置支所に収監される一方、死刑執行施設（刑場）は本施設（刑務所）内にある。これは仙台矯正管区も同様の形態で、死刑確定者（死刑囚）は仙台拘置支所に収監される一方、刑場は隣接する宮城刑務所内にある。
- 2008年の建替後の施設は、上空から見るとカニの形状をしている。なお計画当時の設計担当者はサンライズをイメージしていたという[5]。

## 著名な受刑者
- 橘外男 - 1915年頃に業務上横領罪で服役（約1年）。出所後に小説家となり、1938年に直木賞を受賞。
- 九津見房子 - 女性として初めて治安維持法を適用されて服役（懲役4年）、1933年出所[6]。
- 白鳥由栄 - 各地で脱獄を繰り返して札幌刑務所独居房に収容[7]。1947年3月31日、床下を掘り4回目の脱獄に成功。
- 八匠衆一 - 戦後間もない時期に服役。出所後に小説家となり、1955年に直木賞候補。
- JT女性社員逆恨み殺人事件の死刑囚（2008年に死刑執行） - 1989年に東京都内で本事件の被害者女性（日本たばこ産業〈JT〉社員）に対する強姦致傷事件を起こして懲役7年の刑に処された（それ以前にも殺人で懲役10年に処された前科あり）[8]。しかし服役中も一貫して被害者の対応（警察への被害届提出）を逆恨みして被害者への報復（お礼参り）を考え、出所後の1997年に本事件を起こした[8]。2008年に東京拘置所で死刑執行。
- 花輪和一 - 漫画家。銃砲刀剣類不法所持と火薬類取締法違反により1995年から服役（懲役3年）。函館少年刑務所に移る。
- 東直己- 作家。交通違反の罰金刑で自ら志願し入所。その様子を著作『札幌刑務所4泊5日』(光文社文庫、2004)にまとめている。
- 河谷禎昌 - 北海道拓殖銀行破綻時の頭取。特別背任により2009年から服役（懲役2年6ヶ月）。

## 特記事項
- 多種多様な木工工作用機械を使用し高い技術で製作されている「ビューロードレッサー」「針箱」などは全国各施設で販売され好評。
- 電子組み版システムも導入された印刷作業では、「自分史」などの印刷も。
- ソフト牛皮製「パークゴルフシューズ」は、国際パークゴルフ協会からも公認されている。

（以上、「施設のご案内」より）
- 2004年に同所勤務の刑務官が出所した暴力団組員に襲撃され重傷を負った上、所有する乗用車を損壊された事件があった。
- 医療観察法に基づく指定入院医療機関である北海道大学病院附属司法医療センターが隣接している。